# Ducat de Baviera
El Ducat de Baviera (en alemany: Baierische Stammesherzogtum) era un dels ducats arrel que formaven el regne d'Alemanya durant la baixa edat mitjana.

## Ducat vell de Baviera

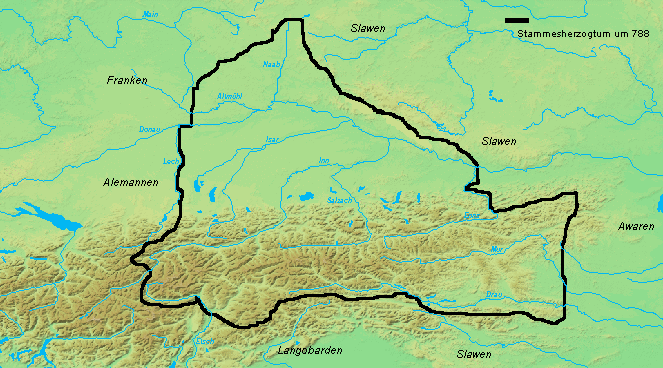
Extensió del ducat de Baviera l'any 788

El territori bavarès, que formava part de la província romana de Rètia, va ser ocupada per diverses tribus germàniques procedents de la zona de Bohèmia que s'hi establiren i formaren el poble dels baiuvarii, o bàvars. Són mencionats a la història dels gots de Jordanes: "..a l'est dels sueus i els bavaresos, els francs a l'oest ..."
Aviat els bàvars van quedar sota el domini dels francs, probablement sense cap enfrontament seriós. Pels francs Baviera els servia de zona fronterera per defensar-se dels atacs dels àvars i els eslaus, i l'any 555 van nomenar Garibald de la família Agilofing com a duc de Baviera.
Els ducat va continuar en mans dels agiolfings i sotmès al domini franc. En temps del duc Odiló (737-748), Bonifaci de Fulda va evangelitzar la zona i organitzà els bisbats de Salzburg, Passau, Ratisbona, Freising i Eichstätt.
La dinastia i el ducat es van extingir el 788. Tasiló III havia estès els seus dominis fins a la regió austríaca de Caríntia, però Carlemany va respondre a les seves contínues mostres de rebel·lia tancant-lo a un monestir i incorporant les terres del ducat a l'Imperi Carolingi.

## Ducat nou de Baviera

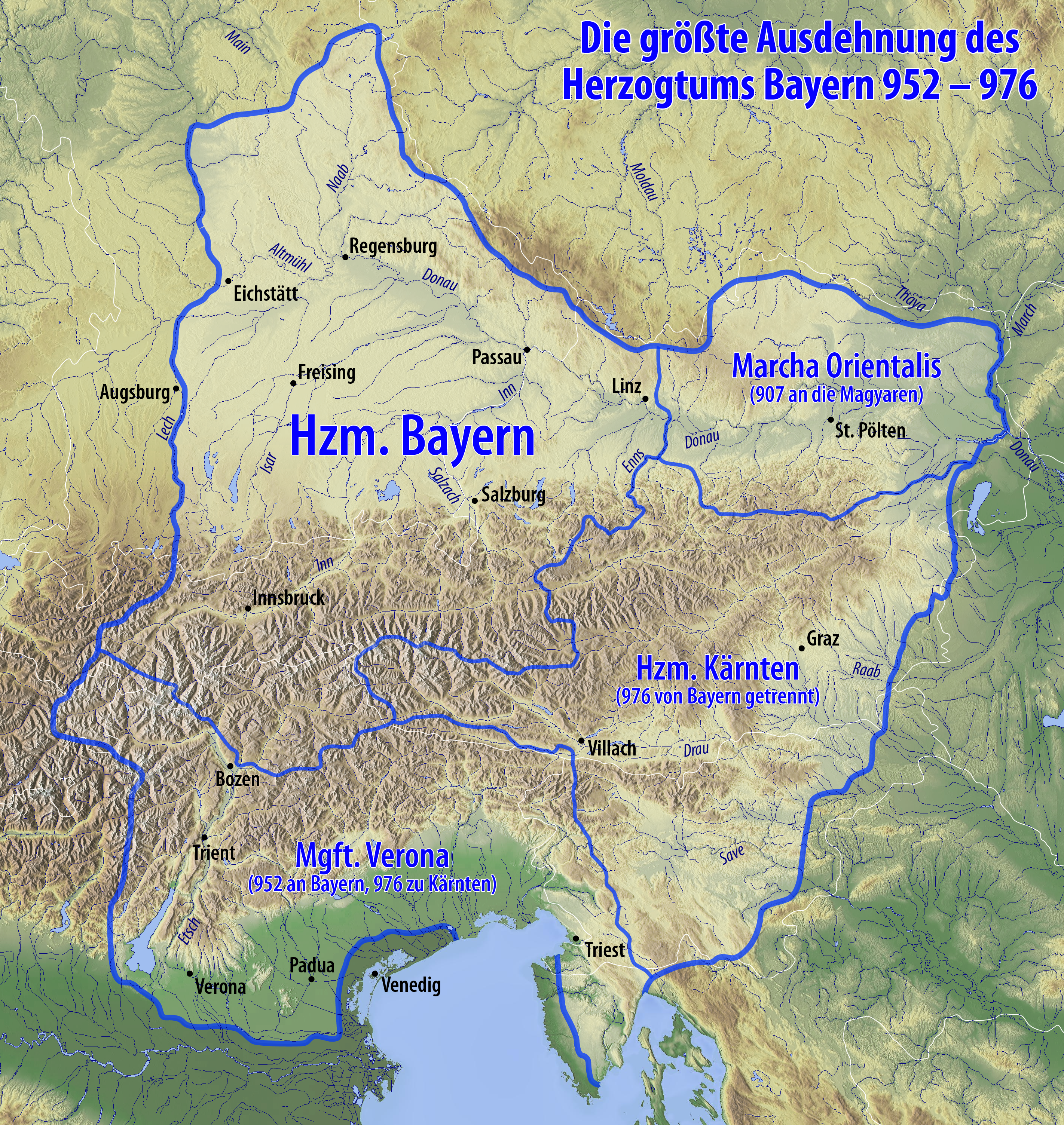
Extensió del ducat de Baviera el segle X

Amb la desintegració de l'Imperi Carolingi, iniciat en el tractat de Verdun el 843, les diferents regions van passar a governar-se autònomament. Baviera es va veure afectada per les contínues ràtzies dels magiars, i el 5 de juliol de 907 els bàvars van ser derrotats a la batalla de Bratislava. Segons la tradició, la tribu dels bàvars sencera va ser exterminada en aquest enfrontament.
En la batalla hi morí el comte Liutpold, encarregat de defensar la marca de Caríntia. El seu fill Arnulf el Dolent va aconseguir replegar la seva gent i el 911 expulsà els hongaresos i es proclamà duc. Inicialment Arnulf no va acceptar la supremacia del rei germànic Conrad, i ambdós es declararen la guerra. Arnulf arribaria a proclamar-se rei ell mateix fins que el 921 va pactar amb el nou rei Enric l'Ocellaire acceptar la seva condició de vassall a canvi que se li confirmés la posició de duc de Baviera.
El ducat passaria al fill d'Arnulf i posteriorment al seu oncle, fins que al 947 s'extingiria la línia dels liutpoldings. L'emperador Otó II va donar el ducat al seu germà Enric, que s'havia casat amb la filla del duc Arnulf. Sota el domini de la nova dinastia saxona, el ducat es revoltà contra els emperadors. Per aquest motiu van ser desposseïts de la marca de Caríntia i altres territoris recentment adquirits.
El duc Enric IV de Baviera va ser escollit el 1002 com a rei d'Alemanya, i des d'aleshores el ducat va restar en mans dels reis germànics o familiars seus. El 1080 el ducat va ser entregat a Welf I de la casa de Welf, una influent noble bavarès d'orígens nord-italians.

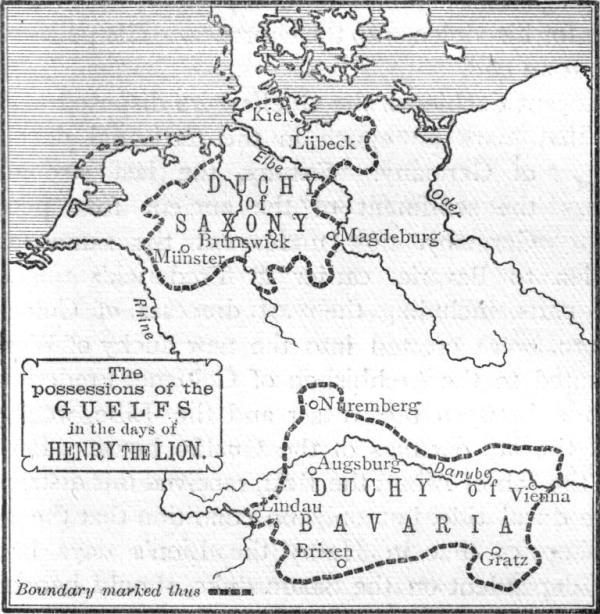
Les possessions d'Enric el Lleó

Arran del seu suport al papat durant la Lluita de les Investidures, els Welfs s'enfrontaren al poder imperial. La rivalitat entre el ducat i l'imperi va tornar a evidenciar-se quan el duc Enric X l'Orgullós va obtenir també el ducat de Saxònia el 1137. El rei Conrad de Hohenstaufen s'alarmà davant del poder dels Welfs, que estaven en condicions de rivalitzar amb la corona, i el 1139 va aconseguir desposseir Enric de Baviera.
El seu fill Enric el Lleó va aconseguir recuperar Baviera el 1159, tot i que la casa de Babenberg retingué la marca oriental que es convertí en el ducat d'Àustria. Però quan Enric va renunciar a ajudar el rei Frederic Barba-roja en una campanya contra els llombards, Frederic va envair Baviera amb els seus exèrcits. El 1180, declarant que la llei imperial estava per sobre els costums germànics, va dissoldre el ducat: Estíria va ser elevada al rang de ducat independent, i la resta de Baviera fou entregada a Otó de Wittelsbach que continuarien governant-la fins al 1918.